# Megachile delectus
Megachile delectus är en biart som beskrevs av Mitchell 1930. Megachile delectus ingår i släktet tapetserarbin, och familjen buksamlarbin. Inga underarter finns listade i Catalogue of Life.